# Miodontiscus prolongatus
Miodontiscus prolongatus är en musselart som först beskrevs av Carpenter 1864.  Miodontiscus prolongatus ingår i släktet Miodontiscus och familjen Carditidae. Inga underarter finns listade i Catalogue of Life.